# Cua xanh Đại Tây Dương
Cua xanh Đại Tây Dương (danh pháp hai phần: Callinectes sapidus), hay ghẹ xanh Đại Tây Dương, là một loài giáp xác được tìm thấy trong vùng biển Tây Đại Tây Dương, bờ biển Thái Bình Dương của Trung Mỹ và Vịnh Mexico. Trên bờ biển Thái Bình Dương của Trung Mỹ, phần lớn là bỏ qua như là một nguồn thực phẩm do việc bắt loài cua này được coi là quá khó khăn. Đó là loài giáp xác của tiểu bang Maryland và được khai thác nhiều.

## Phân bố
Cua xanh Đại Tây Dương là loài bản địa ở rìa phía tây của Đại Tây Dương Nova Scotia đến Argentina và xung quanh toàn bộ bờ biển của vịnh Mexico. Nó đã được du nhập (thông qua nước dằn tàu) đến vùng biển Nhật Bản và châu Âu, và đã được quan sát thấy ở biển Baltic, Biển Bắc, Địa Trung Hải và biển Đen.